# Jüdischer Friedhof (Ergste)

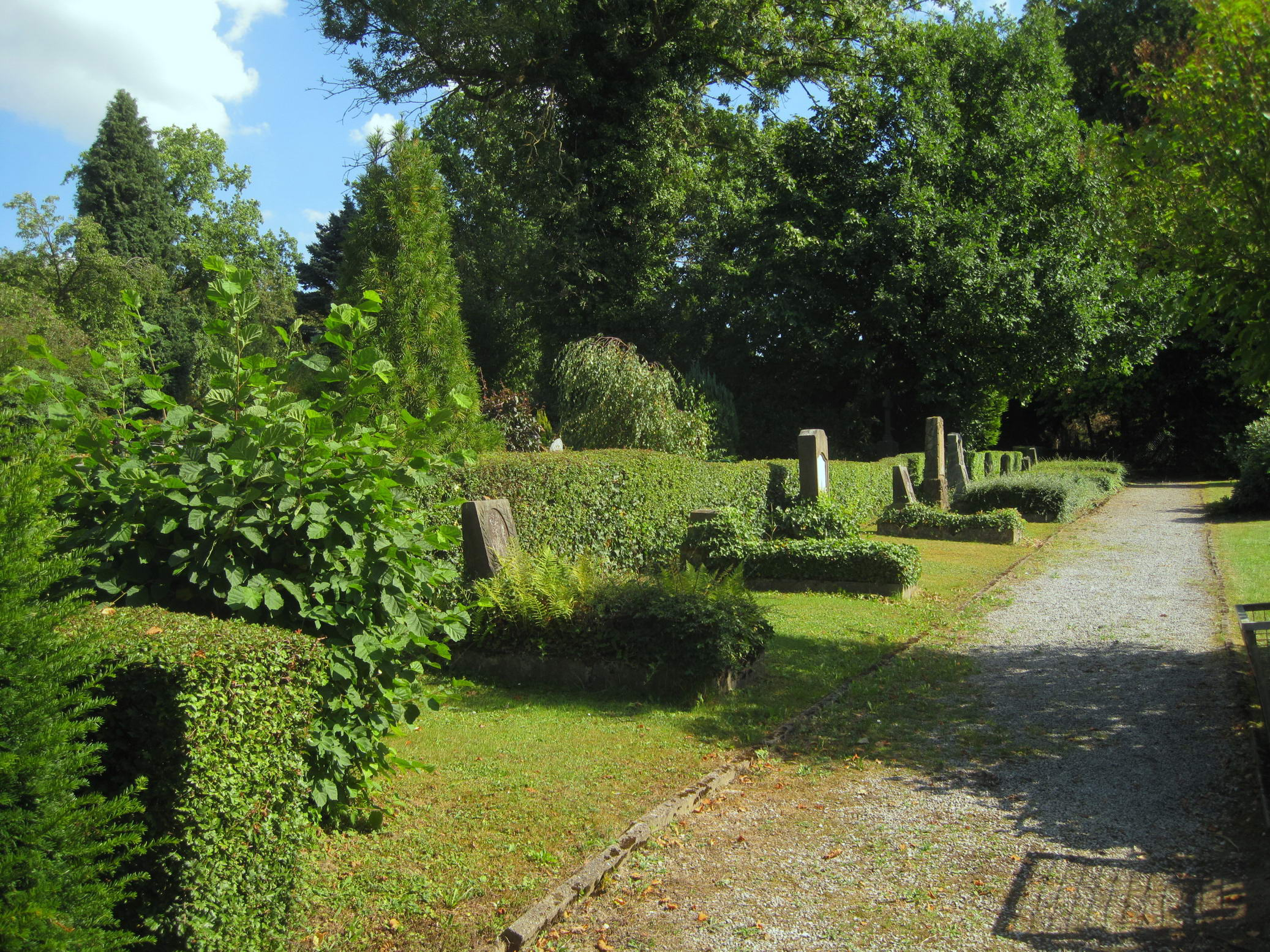
Die jüdische Begräbnisstätte

Der Jüdische Friedhof Ergste befindet sich in Ergste, einem Ortsteil der nordrhein-westfälischen Stadt Schwerte, und steht unter Denkmalschutz.
Er liegt am Sembergweg und ist ein Teil des Kommunalfriedhofes. In der Zeit von 1873 bis 1934 diente er als Begräbnisstätte der jüdischen Gemeinde. 
Vor 1873 bestattete man die Verstorbenen auf dem jüdischen Friedhof in Hennen.
Auf dem 853 m² großen Areal befinden sich 13 Grabsteine mit deutscher Inschrift in Originalstellung.